# 南區 (廣島市)
南区（日语：／ Minami ku */?）是廣島市的行政區之一，於1980年廣島市升格為政令指定都市的同時成立。位於廣島灣的似島、金輪島、峠島都屬於南區的轄區。

## 交通

### 鐵路
- 西日本旅客鐵道
  - 山陽新幹線：廣島車站
  - 山陽本線：天神川車站 - 廣島車站
  - 藝備線：廣島車站
- 廣島電鐵
  - 本線
  - 皆實線
  - 宇品線